# Éclipse solaire du 1er juillet 2000
L'éclipse solaire du 1er juillet 2000 est une éclipse solaire partielle.

## Visibilité

Animation de l'éclipse du 1er juillet 2000.

Cette éclipse concerna principalement le Sud de l'Océan Pacifique ; mais aussi la Patagonie dans la soirée locale.